# امپراتور ساکوراماچی
امپراتور ساکوراماچی (به ژاپنی: 桜町天皇 Sakuramachi-tennō)؛ زاده ۸ فوریهٔ ۱۷۲۰ درگذشته ۲۸ مهٔ ۱۷۵۰)، صد و پانزدهمین امپراتور ژاپن در زمان شوگون‌سالاری توکوگاوا بود.